# Sámal Joensen
Sámal Joensen (Gøta, 15 gennaio 1975) è un ex calciatore faroese, di ruolo centrocampista.